# Michael Pike
Michael Edmund Pike (4 de octubre de 1931 - 1 de agosto de 2022) fue un diplomático británico.

## Biografía
Nacido el 4 de octubre de 1931; asistió a London School of Economics y Brasenose College. Trabajó para The Sunday Express y luego para The Surrey Comet antes de unirse al Servicio Exterior de HM en 1956 como Tercer Secretario.
Siguió el ascenso a Segundo Secretario en 1960 y en 1968 fue nombrado Primer Secretario de la Embajada Británica en Varsovia; después de tres años en el Ministerio de Relaciones Exteriores y de la Mancomunidad de Naciones, fue designado Primer Secretario de la Embajada Británica en Washington D. C., en 1973 y luego se desempeñó allí como Consejero de 1975 a 1978. Posteriormente pasó cuatro años en Israel antes de servir como embajador británico en Vietnam de 1982 a 1985. Luego fue Representante Permanente Adjunto del Reino Unido ante la OTAN de 1985 a 1987 antes de servir como Alto Comisionado Británico en Singapur de 1987 a 1990. Dejó el servicio ese año y posteriormente ocupó funciones de asesoramiento y dirección en el sector privado. Fue presidente del consejo editorial de Asian Affairs Journal hasta 2014.
Pike fue nombrado Compañero de la Orden de San Miguel y San Jorge en los Honores de Año Nuevo de 1984, y también fue nombrado Caballero Comandante de la Real Orden Victoriana en noviembre de 1989.
Falleció el 1 de agosto de 2022, a la edad de 90 años.